# Huntington (Indiana)
Huntington é uma cidade localizada no estado americano de Indiana, no Condado de Huntington.

## Demografia
Segundo o censo americano de 2000, a sua população era de 17.450 habitantes.
Em 2006, foi estimada uma população de 16.846, um decréscimo de 604 (-3.5%).

## Geografia
De acordo com o United States Census Bureau tem uma área de
21,8 km², dos quais 21,6 km² cobertos por terra e 0,2 km² cobertos por água. Huntington localiza-se a aproximadamente 226 m acima do nível do mar.

## Localidades na vizinhança
O diagrama seguinte representa as localidades num raio de 20 km ao redor de Huntington.